# Chiretolpis xanthopera
Chiretolpis xanthopera är en fjärilsart som beskrevs av George Francis Hampson 1907. Chiretolpis xanthopera ingår i släktet Chiretolpis och familjen björnspinnare. Inga underarter finns listade i Catalogue of Life.